# Коробкова, Евдокия Григорьевна
Евдокия Григорьевна Коробкова — советский хозяйственный и государственный деятель, Герой Социалистического Труда.

## Биография
Родилась в 1935 году на территории современной Астраханской области. Член КПСС.
В 1955—1964 — рабочая кирпичного завода № 1 города Сталинграда/Волгограда.
В 1964—1990 — прессовщица Волгоградского комбината силикатных строительных материалов Министерства промышленности строительных материалов РСФСР.
Указом Президиума Верховного Совета СССР от 22 мая 1986 года присвоено звание Героя Социалистического Труда с вручением ордена Ленина и золотой медали «Серп и Молот».
Делегат XXVI съезда КПСС.
Жила в Волгограде.

## Награды и звания
- Герой Социалистического Труда (22.05.1986)
- Орден Ленина (04.03.1976, 22.05.1986)
- Орден Трудового Красного Знамени (07.05.1971)